# Eugen Polanski
Eugen Polanski (Sosnowiec, 1986. március 17. –) lengyel válogatott labdarúgó, jelenleg a Mainz 05 játékosa; középpályás.

## Pályafutása

### Klubcsapatban
Polanski a lengyelországi Sosnowiecben született. Később Németországba költözött. Labdarúgó pályafutását a Borussia Mönchengladbach utánpótlás csapataiban kezdte. Az első csapatban 2005. február 12-én mutatkozhatott be egy Werder Bremen ellen elszenvedett 2–0-s találkozón.
2008 és 2010 között a Getafe játékosa volt, de a 2009–10-es idényt a Mainznal töltötte kölcsönben.
2010-ben végleg a Mainzba igazolt.

### A válogatottban
2006-ban a német U21-es válogatott tagjaként részt vett a 2006-os U21-es labdarúgó-Európa-bajnokságon. A Szerbia-Montenegró elleni mérkőzésen győztes gólt szerzett.
Az Európa-bajnoki keretszűkítést követően a szövetségi kapitány Franciszek Smuda nevezte őt a 2012-es Eb-re készülő 23 fős keretébe.
Németország U21
- U21-es Európa-bajnokság győztese: 2009